# Bdelyrus apaporisae
Bdelyrus apaporisae е вид бръмбар от семейство Листороги бръмбари (Scarabaeidae).

## Разпространение
Видът е разпространен в Колумбия.